# ジャルー・グルウィウィ
ジャルー・グルウィウィ（Djalu Gurruwiwi、1935年頃 - 2022年5月12日）は、オーストラリアのイダキ(ディジュリドゥ)奏者。ノーザンテリトリー・ウェッセル諸島ウィリック島出身。アボリジニのヨォルング族であり、国際的なイダキ制作者としても知られる。
日本のディジュリドゥ奏者哲Jも師事し、2005年の来日ツアーに尽力している。